# Буленвилье, Анри де
Анри́ де Буленвилье́ (фр. Henri de Boulainvilliers, 21 октября 1658, Сен-Сер — 23 января 1722, Париж) — французский историк и политолог, граф.

## «История»
От изучения родословного дерева своего древнего рода перешёл к изучению истории вообще и оставил ряд рукописей, изданных после его смерти его друзьями. В работах по истории средневековой Франции пытался исторически обосновать привилегии дворянства. В 1727 в Гааге было напечатано главное его произведение «История древнего образа правления во Франции» (Histoire de l’ancien gouvernement de la France). Буленвилье одним из первых осознал значение завоевания Галлии франками для возникновения французской знати. Речь шла о проблеме отношения между франкско-германскими и галло-романскими корнями французской государственной и общественной жизни. Тот, кто одобрял современную ему централистскую и абсолютистскую монархию, должен был чувствовать приверженность к романским корням, тот же, кто ощущал себя угнетенным ею, должен был тяготеть к корням германским. Эту борьбу вокруг истории примитивным образом начал уже в 1573 французский легист Франсуа Отман в своей работе «Франкогаллия». Отман противопоставлял абсолютизму (имевшему, как он считал, галло-романское происхождение) демократию франков.
Буленвилье с присущем ему грубым своенравием ощущал себя наследником франков по крови, видя в них не только завоевателей Галлии, основателей свободного государственного устройства в форме выборной монархии и единственных его правообладателей, но и предков подлинного французского дворянства. Теперь же он наблюдал процесс все большего ограничения прав этого дворянства со стороны владык из сменявших друг друга династий — за исключением воспринимавшегося как идеал Карла Великого. Короли устанавливали свою деспотическую власть и ослабляли дворянство, создавая искусственное жалованное дворянство из рядов прежде несвободного, когда-то покоренного франками галльского населения. Ришельё и Людовик XIV, говорил Буленвилье, завершили на протяжении 30 лет то, чего предшествующие короли не сумели достичь за 1200 лет.
В 1734 против германистской теории Буленвилье выступил с апологией галло-романства идеолог абсолютизма аббат Жан-Батист Дюбо.
Монтескьё («Дух законов») видел в книге Буленвилье заговор против третьего сословия, а книга Дюбо представлялась ему заговором против дворянства.
Гобино видел в Буленвилье предшественника и первопроходца своей собственной расовой теории, пусть ещё очень несовершенного.

## Другие сочинения
Буленвилье — автор большого количества произведений по истории, астрологии, философии (критика Спинозы), теологии и метафизике. Однако подавляющее большинство его сочинений не было издано при жизни. Важнейшие исторические труды — «Histoire de l’ancien gouvernement de la France» в трех томах и «Etat de la France» — были изданы после его смерти, в 1727 г., а его астрологические работы были опубликованы лишь в 1940-х гг.
Буленвилье, видимо, был первым астрологом, который предположил, что Зодиак можно спроецировать на земной шар и систематически использовать это в астрологии. Таким образом, он предвосхитил разработки Парсонса/Сефариала, Фридриха/Гримма и др. в области геодезических эквивалентов. Из своих наблюдений и географических знаний он заключил, что меридиан, соответствующий началу знака Овна, проходит по Ближнему Востоку, и Зодиак затем идет на запад. Так, согласно системе Буленвилье, геодезическая Середина Неба для Лондона будет находиться в 27°45' Близнецов, для Эдинбурга — в 0° Рака, а для Буэнос-Айреса — в 22°00' Льва. Среди других разработок Буленвилье следует отметить его исследования в мунданной астрологии, в которых он соотнес движение апогея Солнца с процессом смены исторических эпох.
Именем Буленвилье названа малая планета (астероид) 8521 Буленвилье.
Упрекая римлян в том, что они давали гражданство всем жителям империи, предпочитал ислам христианству, последняя книга маркиза — «Жизнь Мухаммеда».

## Сочинения
- Histoire de l’anciein gouvernement de la France, t. 1-3, La Haye — Amst., 1727.
- État de la France…, v. 1-2. — Londres, 1727.
- Essais sur la noblesse de France… — Amst., 1732.